# The Marvel Super Heroes
The Marvel Super Heroes is een Canadese animatieserie gebaseerd op verschillende superhelden uit de strips van Marvel Comics. De serie bestond uit 65 afleveringen en werd uitgezonden in 1966.

## Subafleveringen
De serie bestond in feite uit vijf losse series, van elk ongeveer 7 minuten lang. De serie zelf werd uitgezonden als een 30 minuten durend programma bestaande uit drie segmenten over een specifieke superheld, afgewisseld met informatie over de overige helden uit de serie.
Welke held centraal stond in de drie segmenten van een aflevering werd bepaald door de dag waarop een aflevering werd uitgezonden:
- maandag: Captain America
- dinsdag: The Incredible Hulk
- woensdag: The Invincible Iron Man
- donderdag: The Mighty Thor
- vrijdag: Namor the Sub-Mariner

Personages die geregeld een gastoptreden hadden:
- The X-Men – het originele team bestaande uit Angel, Beast, Cyclops, Iceman, en Marvel Girl
- The Avengers – het team dat werd geïntroduceerd in Avengers #4 (maart 1964), met Thor, Iron Man, Giant-Man, de Wasp en Captain America

## Productie
65 afleveringen van elk drie segmenten werden gemaakt en uitgezonden in 1966.
De serie staat bekend om zijn zeer gelimiteerde animatie geproduceerd door xerografie. De tekeningen bestonden uit fotokopieën die rechtstreeks waren overgenomen uit de strips. Deze vorm van animatie leverde wel kritiek op bij fans.

## Stemacteurs
- Captain America / Steve Rogers – Arthur Pierce
- Hulk / Bruce Banner – beiden door Bernard Cowan en Paul Soles
- Iron Man / Tony Stark – John Vernon
- Thor – Chris Wiggins
- Namor the Sub-Mariner – John Vernon
- verteller – Bernard Cowan

Bijrollen:
- Bucky Barnes – Bernard Cowan, Paul Soles
- Lady Dorma – Peg Dixon
- Jane Foster – Peg Dixon
- Happy Hogan – Bernard Cowan, Paul Soles
- Rick Jones – Bernard Cowan, Paul Soles
- The Mandarin – Bernard Cowan, Paul Soles
- Pepper Potts – Peg Dixon
- The Red Skull – Paul Kligman
- Betty Ross – Peg Dixon
- General "Thunderbolt" Ross – Paul Kligman
- Major Glenn Talbot – John Vernon

## Voetnoten en referenties
1. ↑  De titel wil nog weleens veranderen. Dit artikel gebruikt de titel gevonden op “The Marvel Super Heroes” in de Internet Movie Database, The Marvel Superheroes op TV.com, en het artikel The Marvel Super Heroes op de Engelse Wikipedia
2. ↑  TV.com: The Marvel Superheroes Episode Guide. Gearchiveerd op 30 mei 2012. Geraadpleegd op 11 juni 2007.